# Lexias pardalis

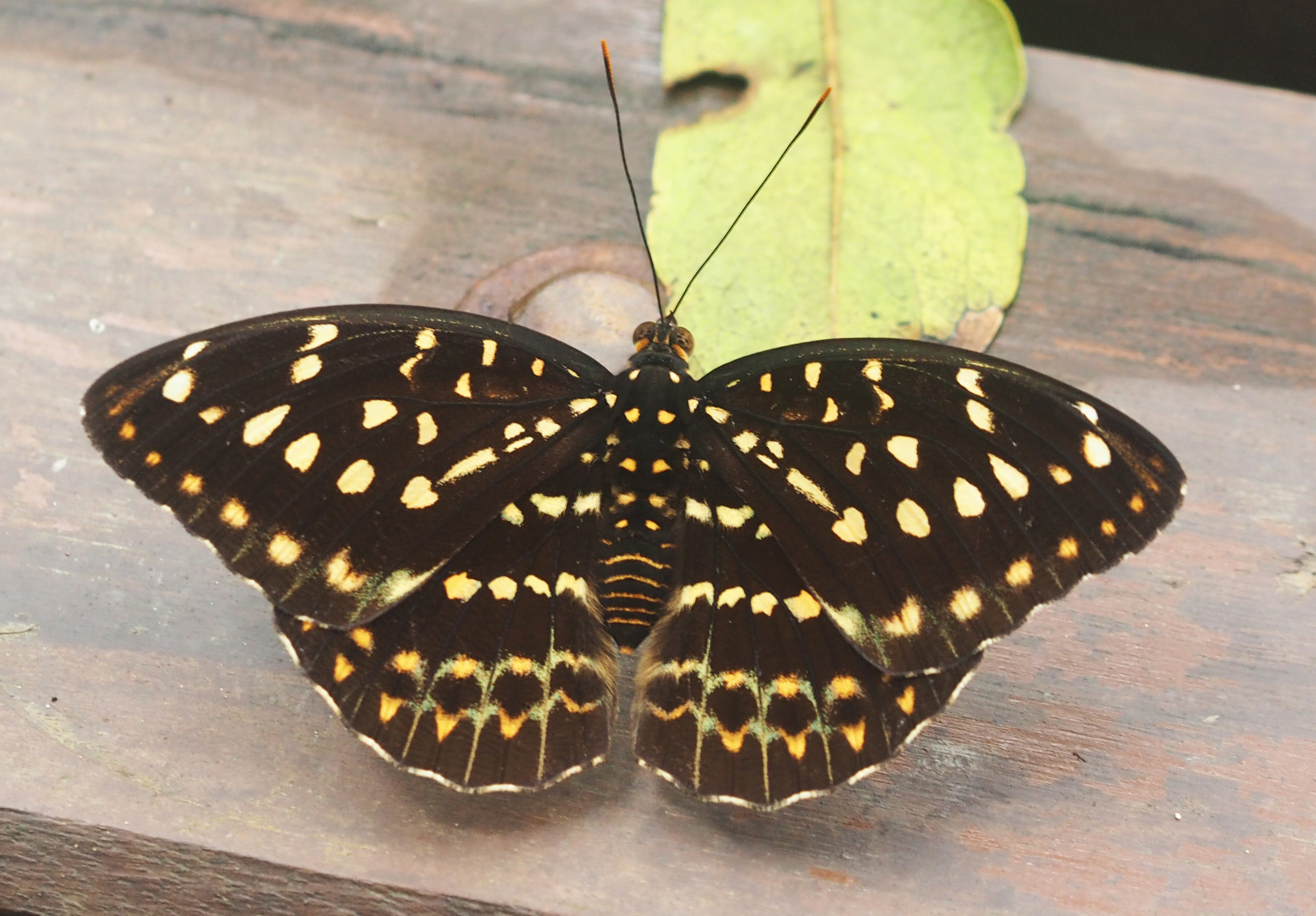
Weibchen

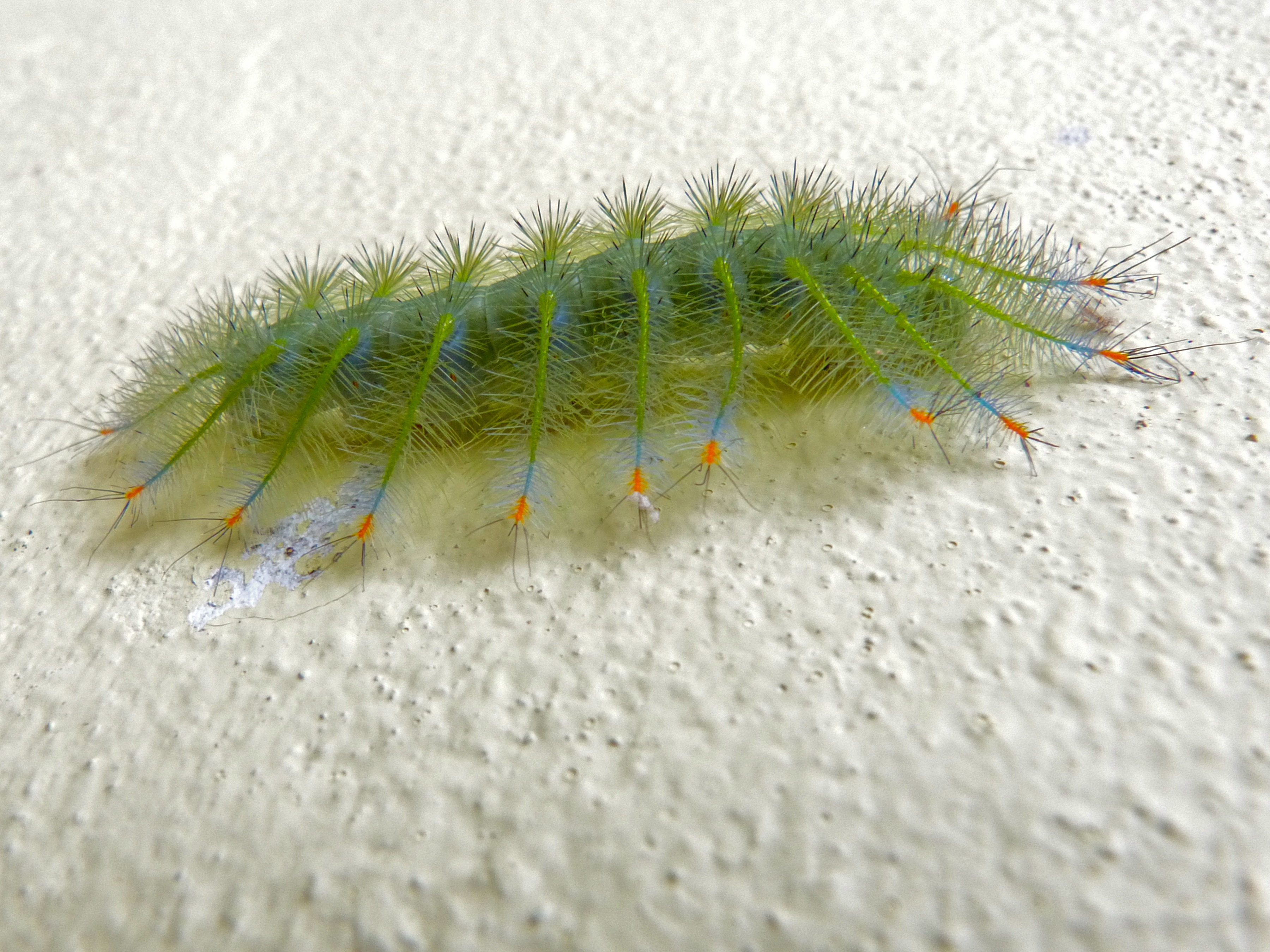
Raupe

Lexias pardalis ist ein in Asien vorkommender Schmetterling (Tagfalter) aus der Familie der Edelfalter (Nymphalidae).

## Merkmale

### Falter
Die Flügelspannweite der Falter beträgt maximal 90 Millimeter. Die Art zeichnet sich durch einen deutlichen Sexualdimorphismus aus. Bei den Männchen ist die Farbe der Vorderflügeloberseite schwarz, nur einige kleine weiße Punkte nahe am Vorderrand sowie eine weißliche Submarginalregion heben sich ab. Die Hinterflügeloberseite ist in der Submarginal- und Postdiskalregion blau und leicht irisierend, der Bereich um den Analwinkel weißlich. Die Weibchen zeigen hingegen auf schwarzbrauner Grundfarbe ein aus vielen weißgelben Flecken gebildetes Muster. Die Flügelunterseite ist bei beiden Geschlechtern bräunlich und nur wenige Elemente der jeweiligen Oberflügelzeichnung scheinen undeutlich hindurch. Die gekeulten Fühler sind an den Spitzen orangerot. Der Saugrüssel ist rötlich braun.

### Ei
Das Ei hat eine graugrüne Farbe und ist auf der Oberfläche mit sehr kurzen, weißlichen Härchen überzogen. Die halbkugelige Form ähnelt einem abgeflachten kleinen Golfball, da sie viele Dellen (Dimples) zeigt. Es wird in der Regel einzeln auf der Unterseite des Blattes einer Nahrungspflanze abgelegt.

### Raupe
Ausgewachsene Raupen haben eine grüne Farbe. Zwei parallele dünne Rückenlinien sind dünn weißlich bis gelblich. Die gesamte Körperoberfläche ist mit Dornen versehen, von denen lange Brennhaare abgehen. Diese sind an den Spitzen blau und an den Enden orangerot gefärbt.

### Puppe
Die Puppe hat eine eckige Form, die am unteren Ende in zwei Spitzen ausläuft. Sie ist grün gefärbt, zeigt im oberen Drittel einen gelben Streifen und wird als Stürzpuppe mit einer Gespinstverankerung an Zweigen, Stämmen oder Blättern angeheftet. Kurz vor dem Schlüpfen der Falter verfärbt sie sich schwarzbraun.

## Verbreitung, Unterarten und Lebensraum
Die Art kommt in Indien, Thailand, Myanmar, Laos, Vietnam und Singapur, im Süden Chinas sowie auf Borneo, Sumatra und den Philippinen vor. In den verschiedenen Vorkommensgebieten werden derzeit 15 Unterarten klassifiziert. Lexia pardalis besiedelt in erster Linie lichte Laubwälder.

## Lebensweise
Die Falter saugen gelegentlich an feuchten Erdstellen, um Flüssigkeit und Mineralstoffe aufzunehmen. Die Raupen ernähren sich bevorzugt von den Blättern von Cratoxylum cochinchinense, einer zu den Johanniskrautgewächsen (Hypericaceae) zählenden Pflanze. Weitere Details zur Lebensweise der Art müssen noch erforscht werden.